# Arcy-Sainte-Restitue
Arcy-Sainte-Restitue es una comuna francesa, situada en el departamento de Aisne, de la región de Alta Francia.

## Demografía
| 486 | 481 | 373 | 360 | 328 | 369 | 427 | 403 |
| Para los censos de 1962 a 1999 la población legal corresponde a la población sin duplicidades (Fuente: INSEE [Consultar]) |     |     |     |     |     |     |     |